# Bad Boys for Life
Bad Boys for Life är en amerikansk actionkomedifilm från 2020. Filmen är regisserad av Adil El Arbi och Bilall Fallah, med manus skrivet av Chris Bremner, Peter Craig och Joe Carnahan. Den är uppföljare till Bad Boys II (2003) och den tredje delen i Bad Boys-trilogin.
Filmen hade premiär i Sverige den 17 januari 2020, utgiven av Universal Pictures. Filmen fick mestadels positiva recensioner från kritiker.

## Rollista (i urval)
| - Will Smith – Detektiv Mike Lowrey - Alexander Ludwig – Dorn - Vanessa Hudgens – Kelly - Martin Lawrence – Detektiv Marcus Burnett - Joe Pantoliano – Kapten Howard - Paola Nuñez – Rita - Charles Melton – Rafe - Kate del Castillo – Isabel Aretas | - Happy Anderson – Jenkins - Emily Towles – Het Miami-modell - Melissa Kennemore – Major Patel Miami PD - Jennifer Badger – Dr. Julie Weber - Bianca Bethune – Megan Burnett - DJ Khaled – Manny - Massi Furlan – Lee Taglin - Ivo Nandi – Carver Remy |